# Союз школьного действия
Союз школьного действия (Schools Action Union) — бывший британский союз учащихся, действовавший в начале 1970-х годов. Сформировался на конференции «Кампания за свободную школу» (FSC) в январе 1969 года из участников, которые не хотели следовать неполитическим путем, выбранным FSC. SAU сформулировал список целей, которые включали отмену телесных наказаний в школах и превращение всех школ в общеобразовательные с совместным обучением мальчиков и девочек. Был опубликован ряд журналов. Союз, в котором преобладали маоистские лозунги, организовал в мае 1972 года массовые школьные забастовки. САУ распался в 1974 году, но кампания по отмене телесных наказаний продолжалась, и в 1986 году телесные наказания были запрещены на национальном уровне во всех государственных школах; хотя школы с неполной программой и отдельные школы для мальчиков и девочек существуют в Британии до сих пор.

## Формирование и цели
Движение за создание национального союза защиты прав школьников началось в конце 1960-х годов под влиянием студенческих союзов университетов. Учащиеся современной средней школы Майлса Платтинга в Манчестере объявили забастовку в марте 1968 года в знак протеста против использования кожаной плётки (tawse) для телесных наказаний, а затем сформировали Манчестерский союз учащихся средних школ. Вскоре за этим последовало создание Союза прогрессивных студентов Суонси, Бристольского альянса шестого класса и Кардиффского союза средних школ. Трисия Джаффе, которая позже стала одним из основателей Союза школьного действия (SAU), в октябре 1968 года сформировала Кампанию за бесплатные школы (FSC), вдохновившись поездкой в Париж.
В январе 1969 года FSC провел конференцию, на которой собрались различные организации-единомышленники, включая Союз учащихся средних школ и региональные группы из Лестера и Шотландии. Конференция вызвала протесты со стороны Национального фронта, что потребовало большого присутствия полиции, и освещалась программой ITV World in Action, посвященной текущим событиям. Конференция FSC постановила, что организация должна действовать на неполитической основе. Однако отколовшаяся группа не согласилась и решила создать Союз школьного действия (SAU).
SAU начал свою деятельность после конференции с 20 региональными отделениями и по образцу французских студенческих организаций 1960-х (которые возглавили беспорядки в мае 1968 года). Он описывал себя как политическую организацию «широкого марксистско-ленинско-либерального фронта», хотя историки рассматривают её как крайне маоистскую по своему характеру. В частности, писатели Мартин Хойлс, Элисон Асситер и Аведон Кэрол описали SAU как воинствующих маоистов, особенно по сравнению с Национальным союзом школьников (NUSS, основанным в 1972 году).
SAU рассматривал школы того времени как «инструменты капиталистического угнетения» и поставил ряд целей по реформированию сектора образования:
- Передать контроль над школами в руки их учеников и сотрудников[2]
- Гарантировать свободу слова и свободу собраний
- Отменить телесные наказания в школах
- Отменить школьную форму
- Преобразовать все школы в общеобразовательные с совместным обучением мальчиков и девочек
- Увеличить заработную плату учителям

Список требований был отправлен Эдварду Шорту, государственному секретарю по вопросам образования в марте 1969 года
Союз распространял среди школьников Маленькую красную книгу для школьников.